# Ensign N181
O N181 é o último modelo da Ensign da temporada de 1982 da Fórmula 1. Condutor: Roberto Guerrero.

## Resultados[1]
(legenda) 
| Ano  | Chassi | Motor                | Pneus | N° | Pilotos          | 1   | 2   | 3   | 4     | 5   | 6   | 7   | 8   | 9   | 10  | 11  | 12  | 13  | 14  | 15  | 16  | Pontos | Posição  |  |
| ---- | ------ | -------------------- | ----- | -- | ---------------- | --- | --- | --- | ----- | --- | --- | --- | --- | --- | --- | --- | --- | --- | --- | --- | --- | ------ | -------- |  |
|      |        |                      |       |    |                  |     |     |     |       |     |     |     |     |     |     |     |     |     |     |     |     |        |          |  |
|      |        |                      |       |    |                  | RSA | BRA | USW | SMR   | BEL | MON | USE | CAN | NED | GBR | FRA | GER | AUT | SUI | ITA | LVS |        |          |  |
| 1982 | N181   | Ford Cosworth DFV V8 | A     | 14 | Roberto Guerrero |     | NQ  | Ret | [ 2 ] | NQ  |     |     |     |     |     |     |     |     |     |     |     | 01     | NC (16º) |  |
| 1982 | N181   | Ford Cosworth DFV V8 | P     | 14 | Roberto Guerrero |     |     |     | [ 2 ] |     | NQ  | Ret | Ret | NQ  | Ret | NQ  | 8   | Ret | Ret | NC  | DNS | 01     | NC (16º) |  |

↑1  No GP da África do Sul, Guerrero estava registrado para treinar com o N180B, mas a Ensign desistiu das atividades por causa da greve dos pilotos na quinta-feira.